# 徐光宗
徐光宗（1924年—），男，直隶（今河北）蠡县人，中华人民共和国政治人物，曾任青海省军区副政治委员，青海省政协副主席。